# Dečja vas, Trebnje
Dečja vas je naselje v občini Trebnje.
Dečja vas je strnjeno naselje jugovzhodno od Trebnjega, na manjši vzpetini z razgledom po spodnji Temeniški dolini. K naselju pripada tudi zaselek Pungrt, višje v pobočju. Na vzhodu je razgledni hrib Sveta Ana (407 m), pod katerim je drugi izvir Temenice, Zijalo, večinoma pa je območje kraško z vrtačami. V bližini vasi so njive, travniki in košenice, v širšem zaledju pa listnati gozdovi s prevlado bukve in gabra. Sredi vasi stoji cerkev svetega Mihaela, ki se prvič omenja leta 1526, njen prezbiterij pa je prislonjen k starejši ladji, ki ima v južni steni vzidan rimski napisni kamen. Rimski kamni so uporabljeni tudi za vogelnike, notranjost je obokana, pevski kor pa se odpira v zvonik z motivom odprtih arkad. V bližini vasi so odkrili rimske grobove in nahajališča železove rude, ki so jo v preteklosti vozili v topilnico na Dvor. Od tod je bil doma Janko Rajer (1872 – 1943), strokovni pisatelj, živinozdravnik in politik.